# St. Peter (Zingsheim)

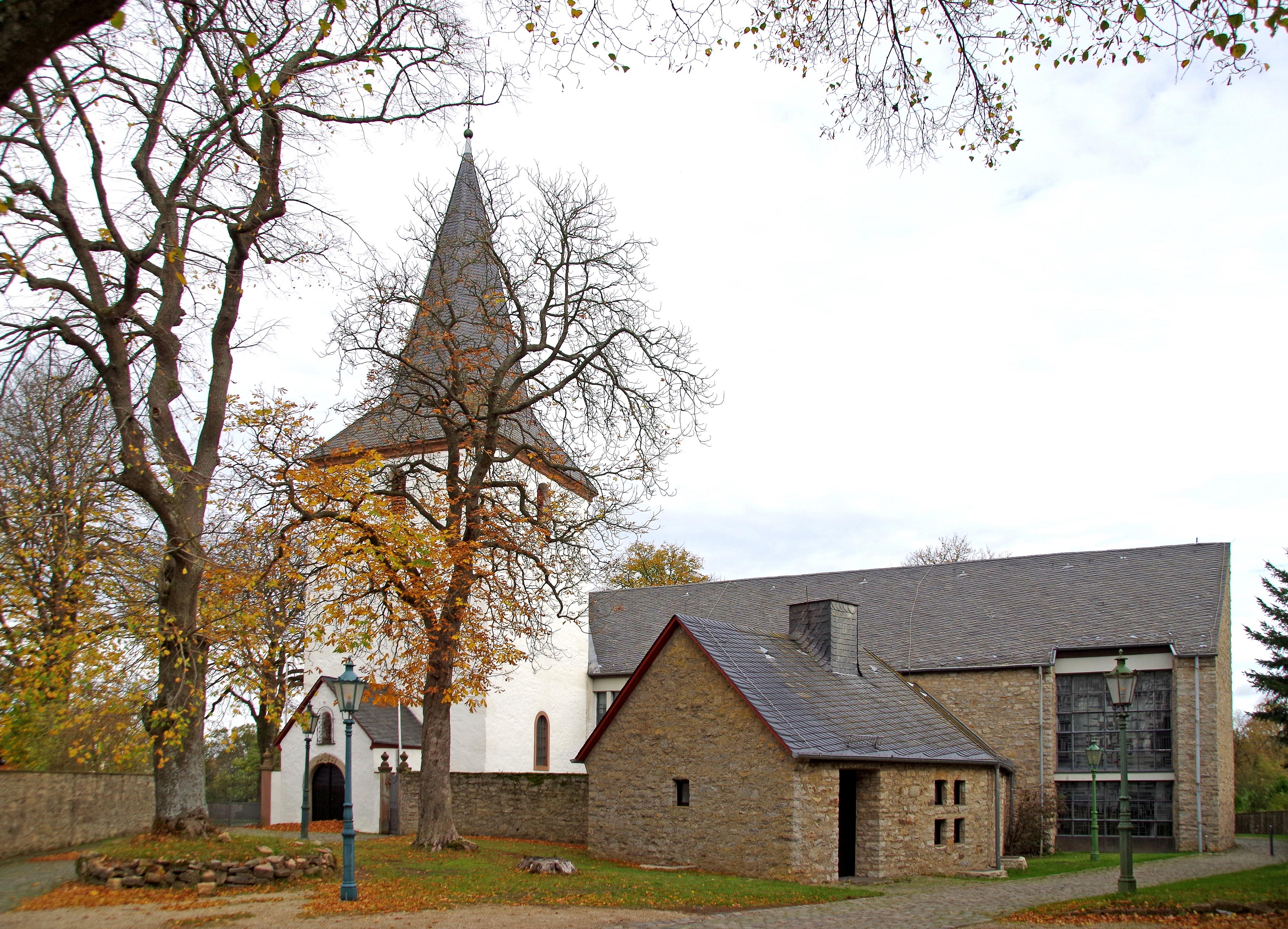
Pfarrkirche St. Peter in Zingsheim

Die katholische Pfarrkirche St. Peter in Zingsheim, einem Ortsteil von Nettersheim im Kreis Euskirchen in Nordrhein-Westfalen, ist im Kern eine romanische Basilika aus dem 12. Jahrhundert. Die Kirche ist ein geschütztes Baudenkmal.
Die Pfarrei Zingsheim bildet heute mit mehreren anderen Pfarreien die Gemeinschaft der Gemeinden Hl. Hermann-Josef Steinfeld im Bistum Aachen.

## Architektur

### Außenbau
Die Kirche ist ein verputzter Bruchsteinbau. Der 1602 neu errichtete, mit einem Spitzhelm gedeckte Westturm nimmt die gesamte Breite des Hauptschiffs ein. Der Chor und die Sakristei im Chorscheitel wurden 1717 angebaut. Um 1730 entstand Ernst Wackenroder zufolge die westliche Vorhalle.
Nikolaus Reinartz nimmt aber aufgrund der Aufzeichnungen des Zingsheimer Pfarrers Matthias Pfleumer (1700–1712) an, dass im Jahre 1711 die Kirche umgebaut wurde, indem unter anderem die kleine Vorhalle vor einem neuen durch die Westwand des Turms gebrochenen Eingang errichtet und das südliche Seitenschiff abgerissen wurde.
Nach den Plänen von Georg Lünenborg wurde 1965 ein neues nach Süden ausgerichtetes Kirchenschiff mit 185 Sitzplätzen an der Südseite der alten Pfarrkirche angefügt.

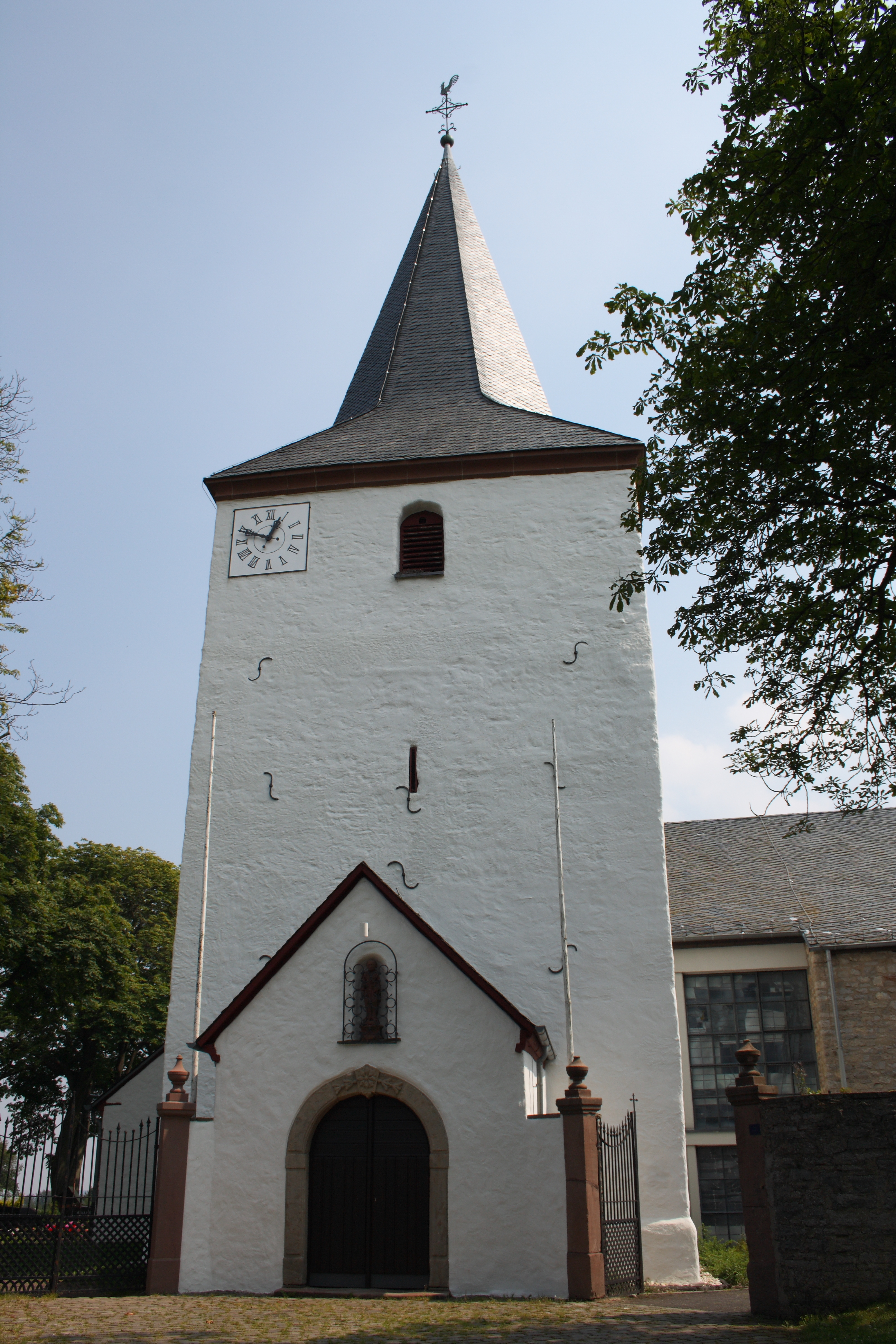
Westturm und Vorhalle
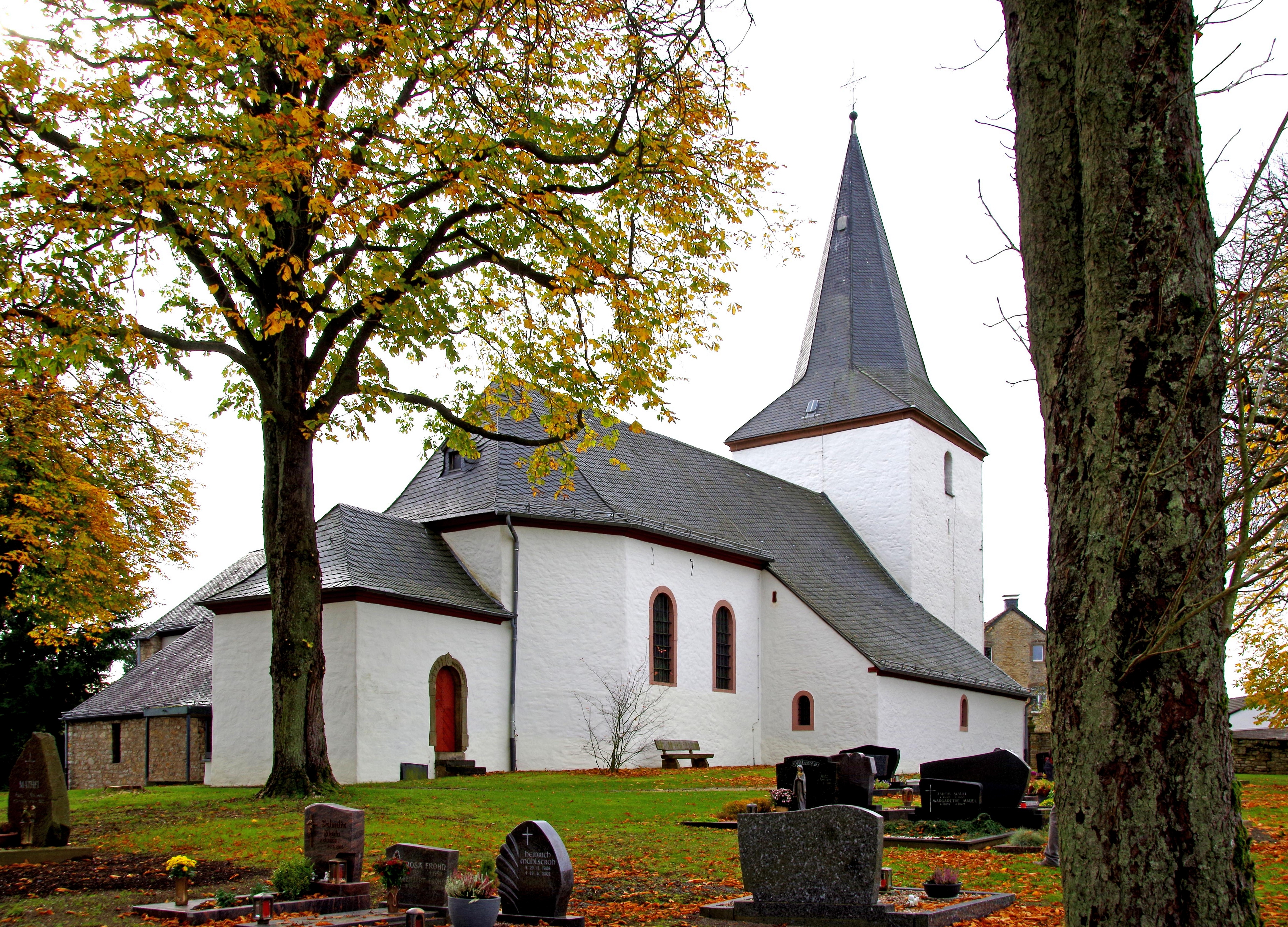
Blick aus Nordost auch auf das kleine nördliche Seitenschiff
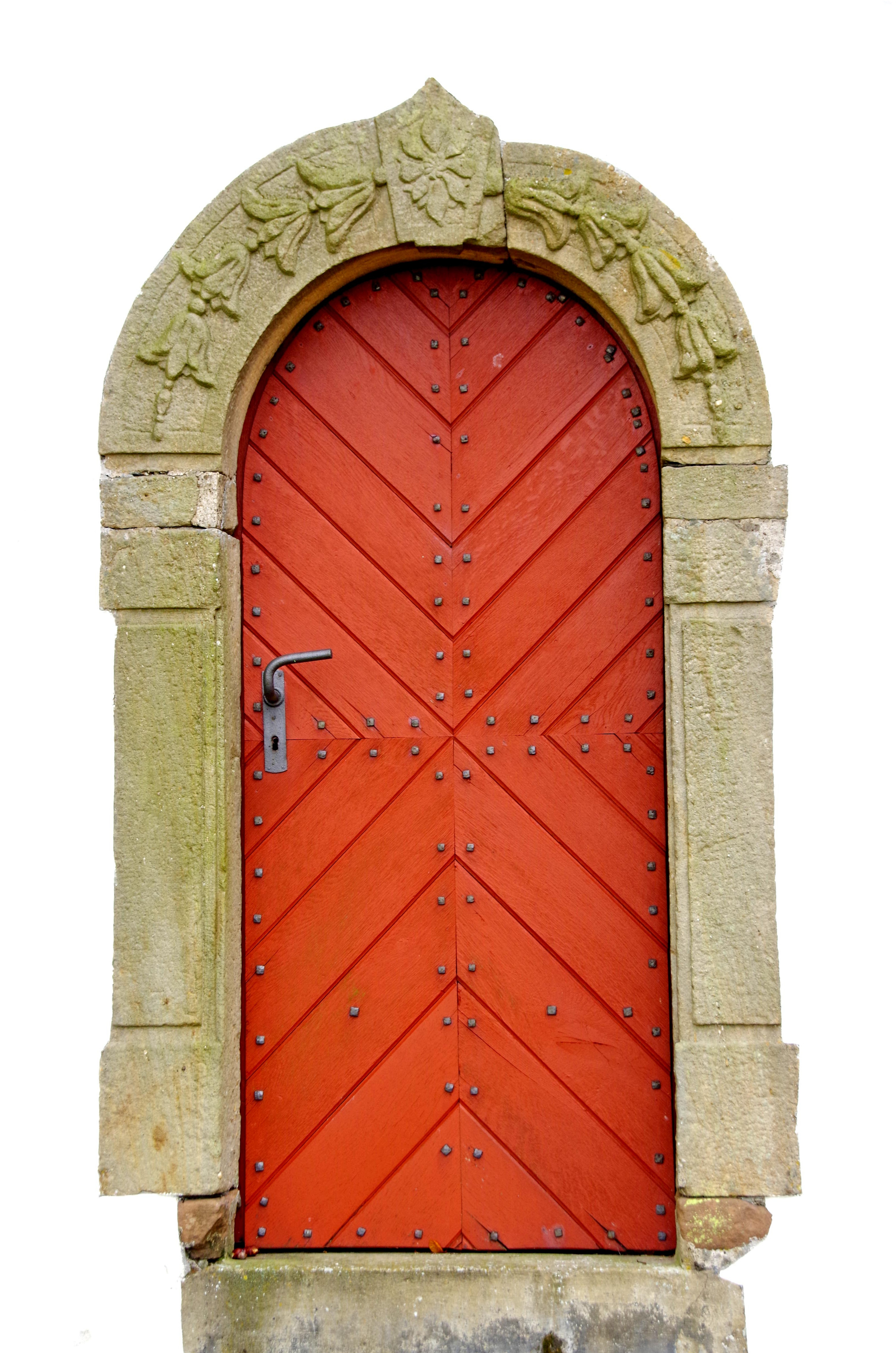
Außentür der alten Sakristei

### Innenraum
Die Kirche, ursprünglich ein einschiffiger Saalbau, wurde vermutlich im 12. Jahrhundert zu einer dreischiffigen Basilika umgebaut. Von diesem Bau ist das Kreuzgratgewölbe im östlichen Joch erhalten. Die Kreuzrippengewölbe im nördlichen Seitenschiff und im Hauptschiff stammen aus spätgotischer Zeit. An das dreijochige Langhaus schließt sich im Osten der dreiseitig geschlossene Chor an.

Im Süden des Hauptschiffs öffnen sich drei Rundbogenarkaden zum Erweiterungsbau des Architekten Georg Lünenborg.

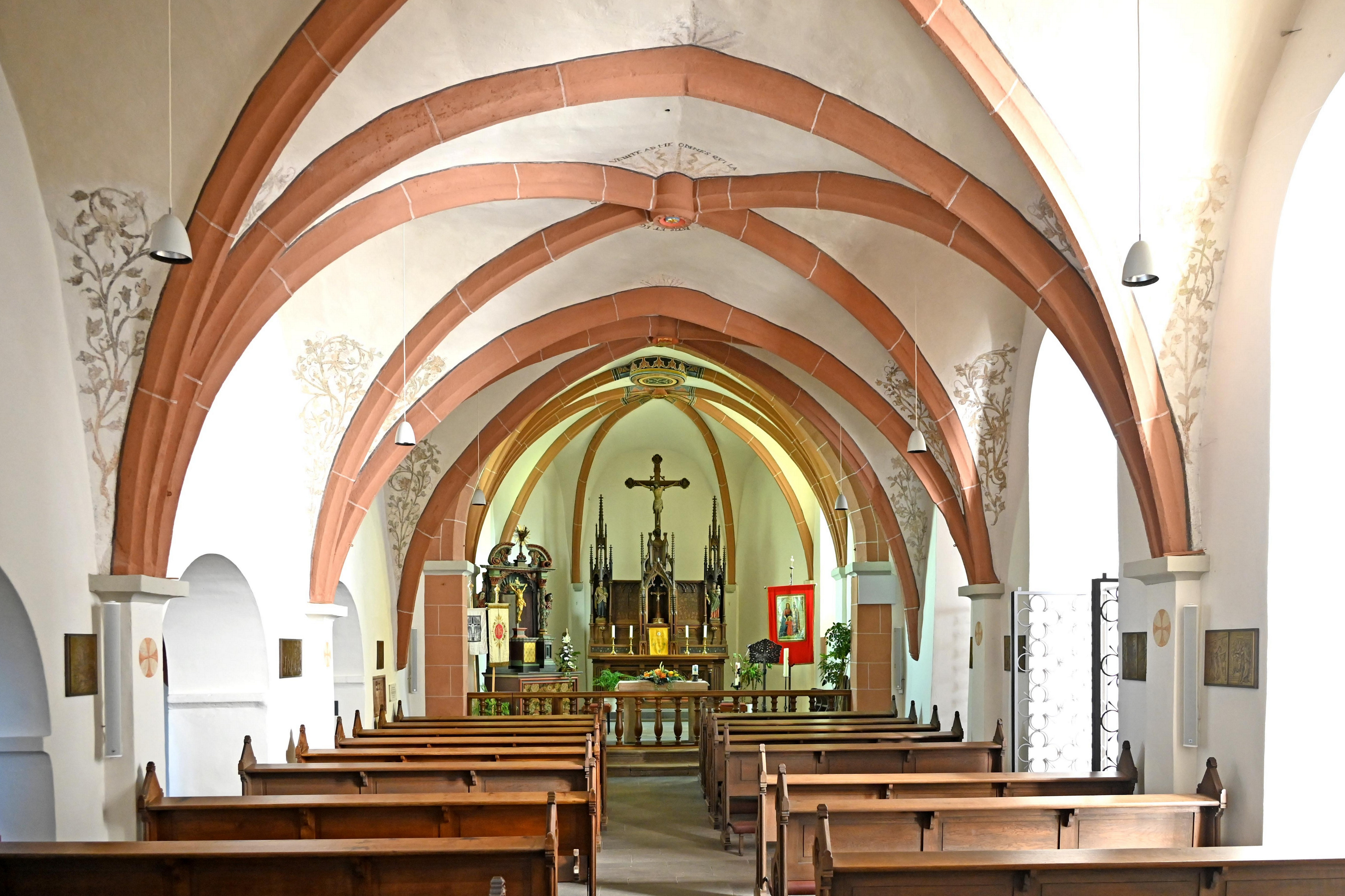
Altes Mittelschiff mit Chor
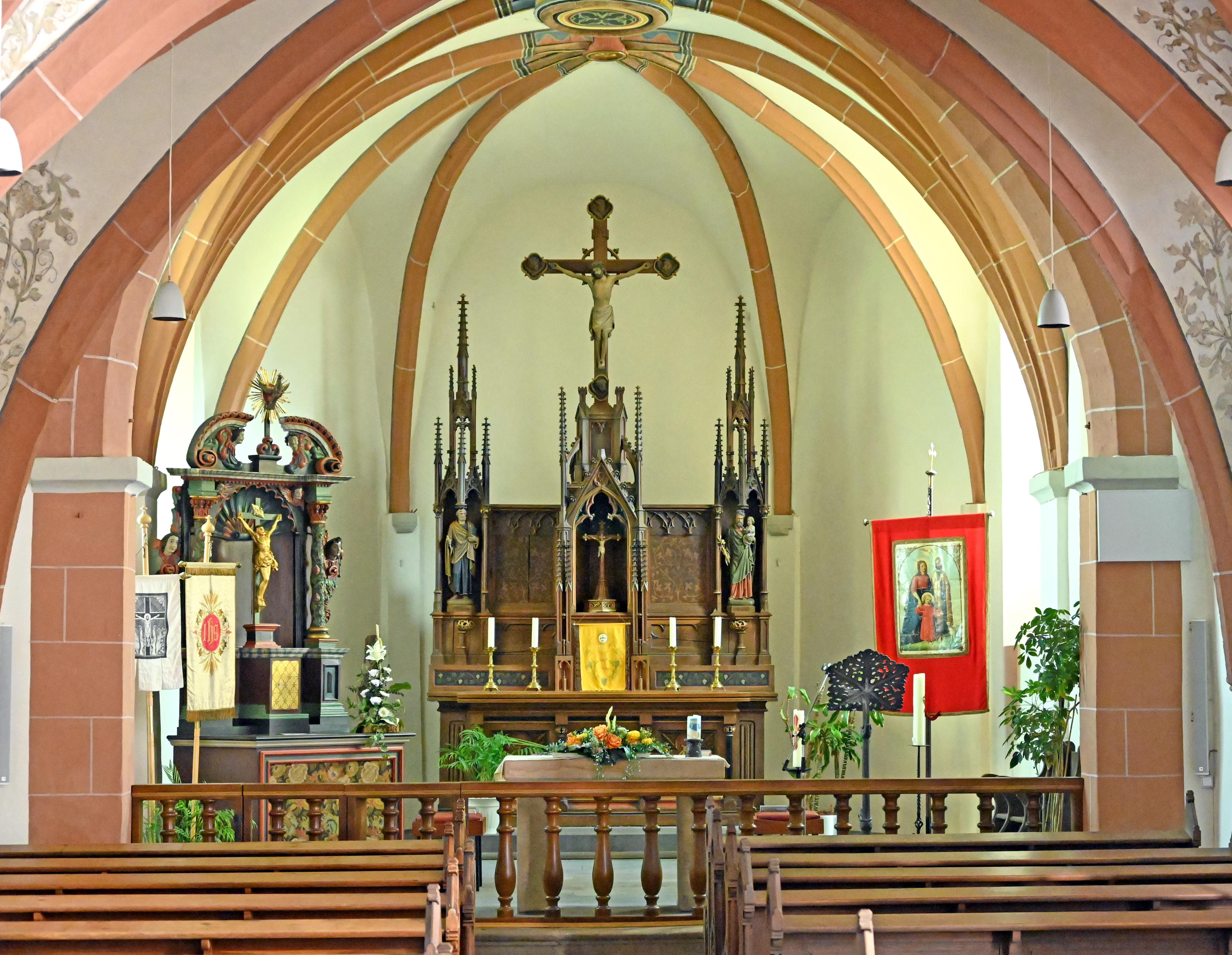
Alter Chor
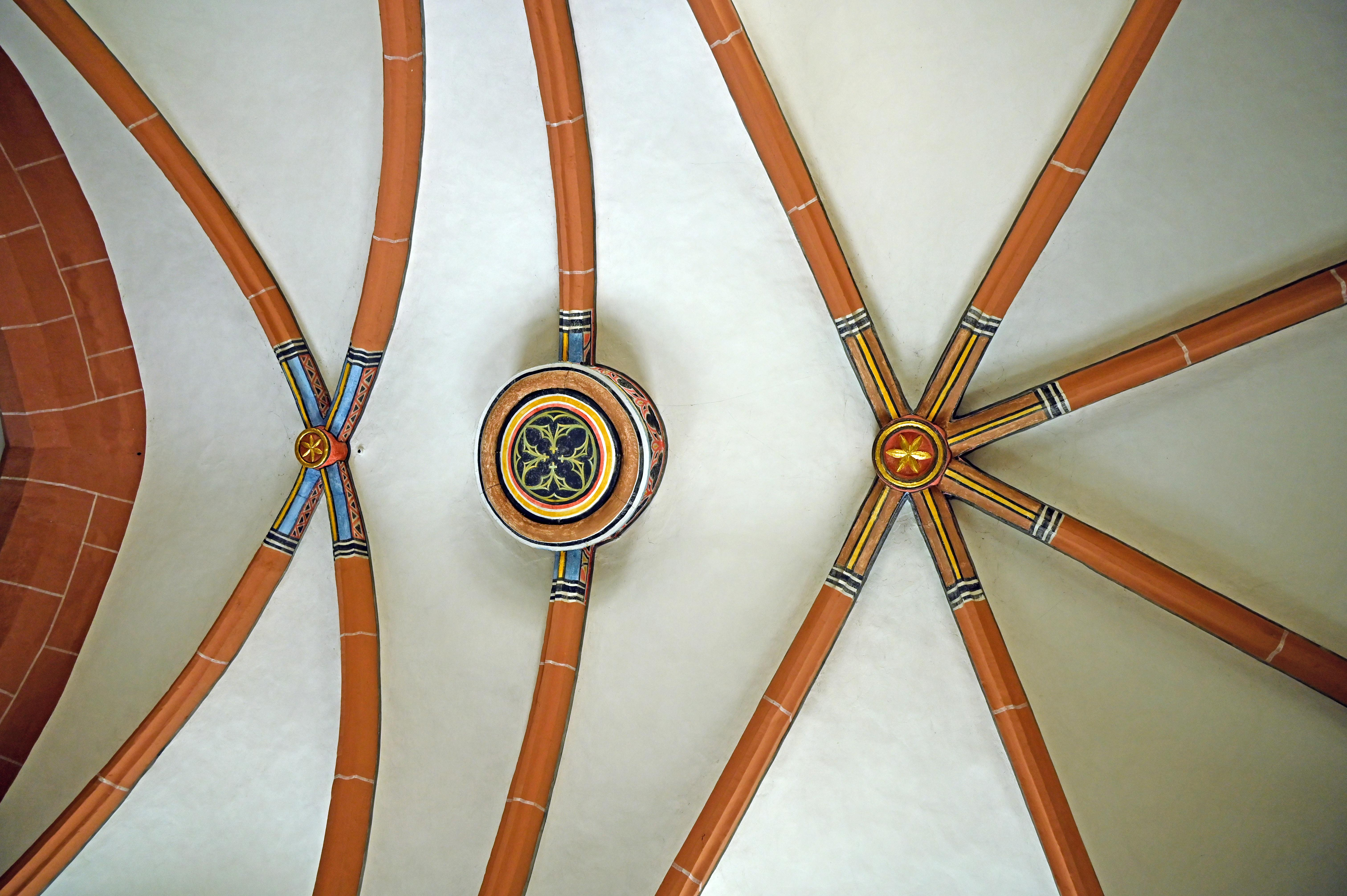
Kreuzrippengewölbe mit Schlusssteinen im Chor
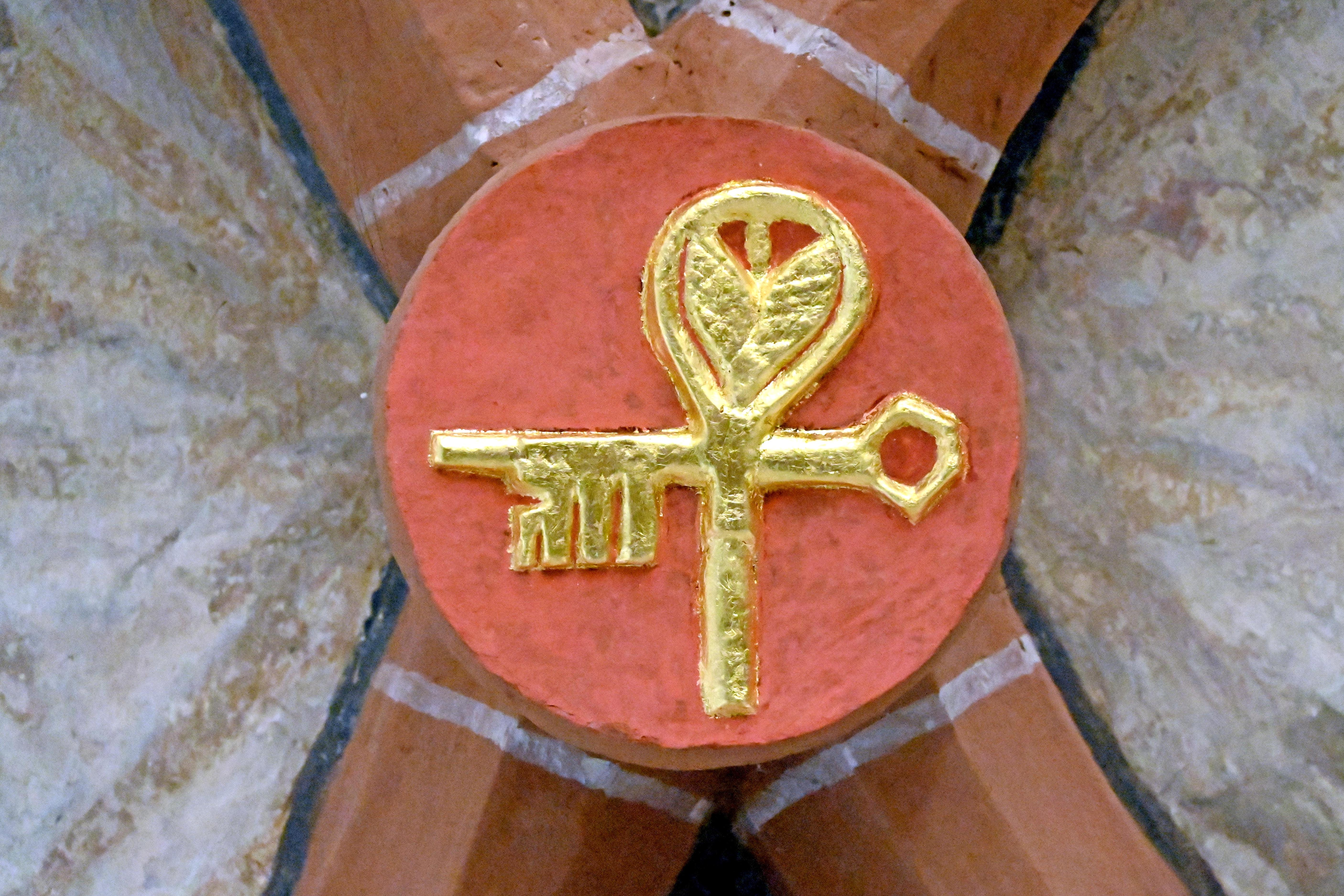
Schlussstein im alten Chor
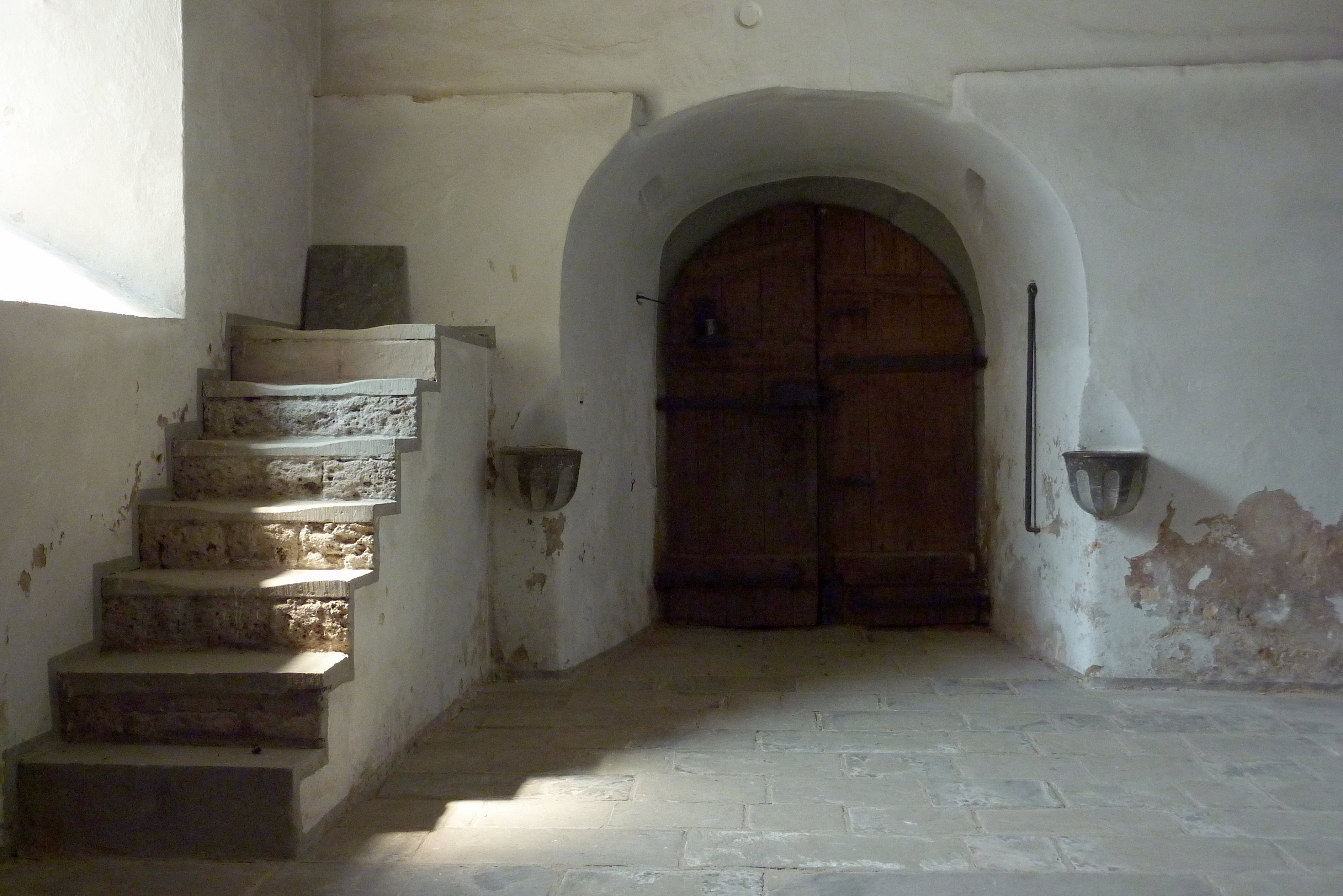
Blick vom Mittelschiff in den Westturm
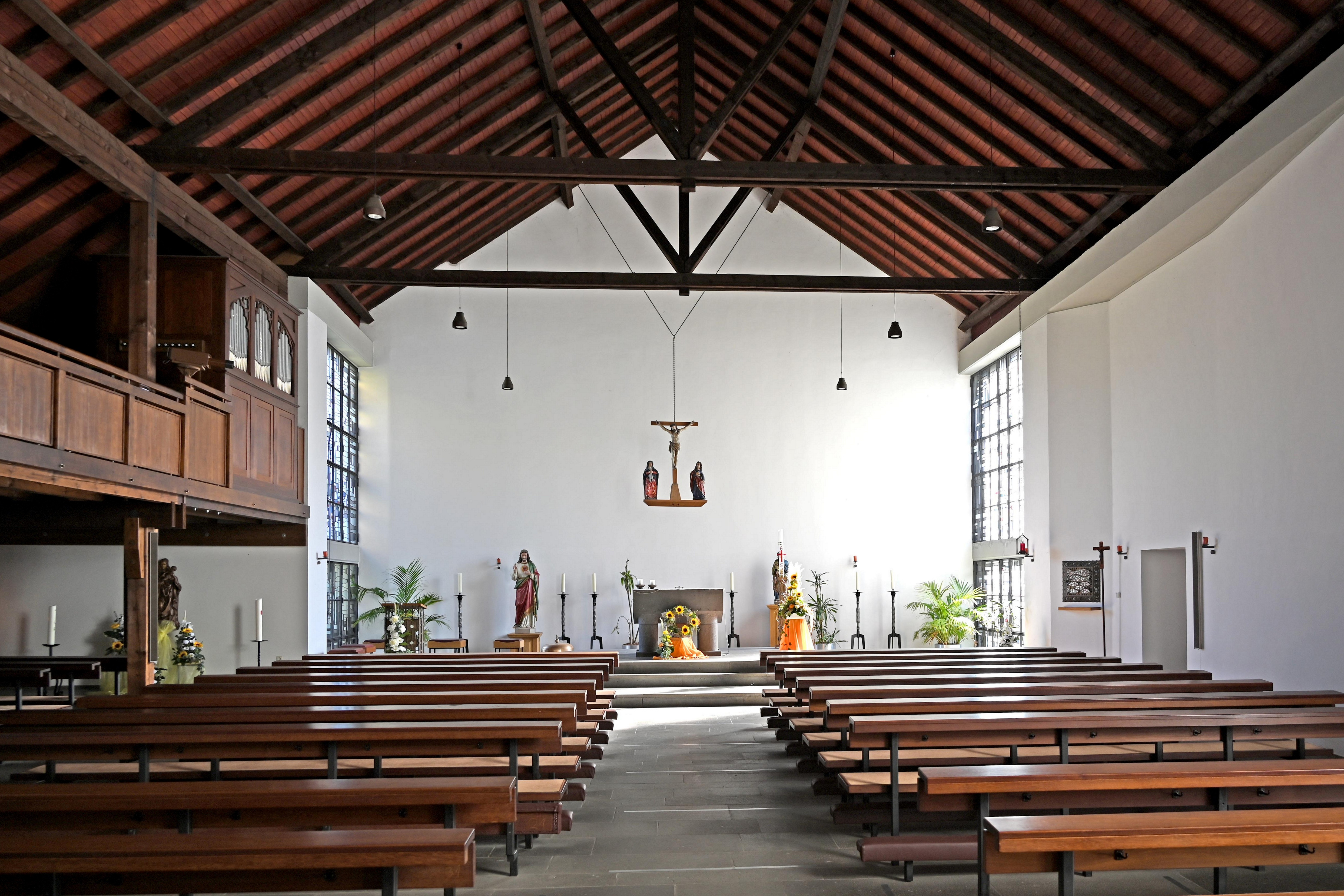
Blick in die neue Kirche
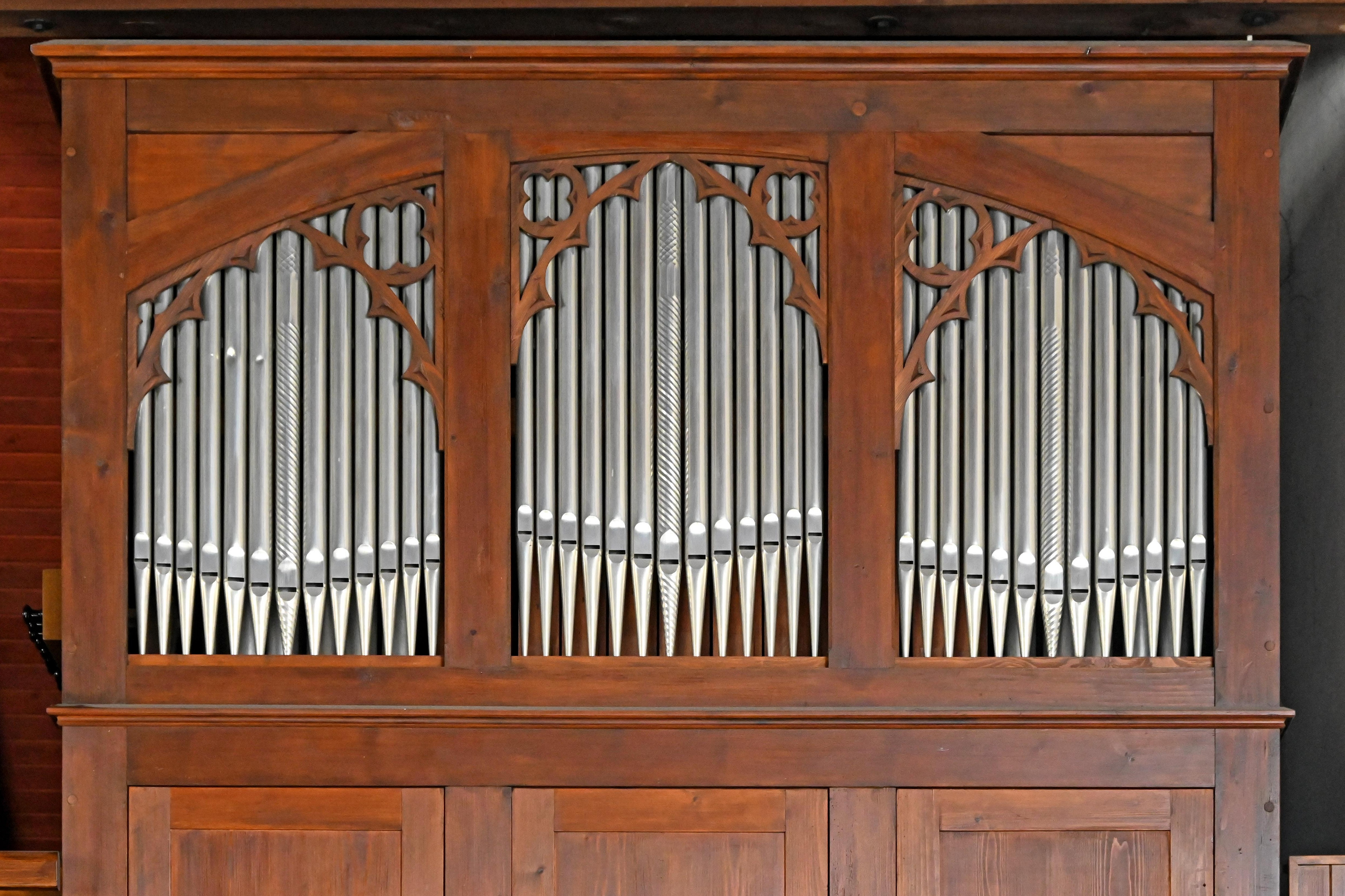
Orgel von F.J. Schorn (1894)

## Bleiglasfenster
Der moderne Anbau besitzt Bleiglasfenster von Rainer Fünders, Sr. M. Praxedis OCSO und Maria Katzgrau. In den Chorfenstern der alten Kirche sind Fragmente mittelalterlicher Fenster integriert.

Fragmente der mittelalterlichen Verglasung
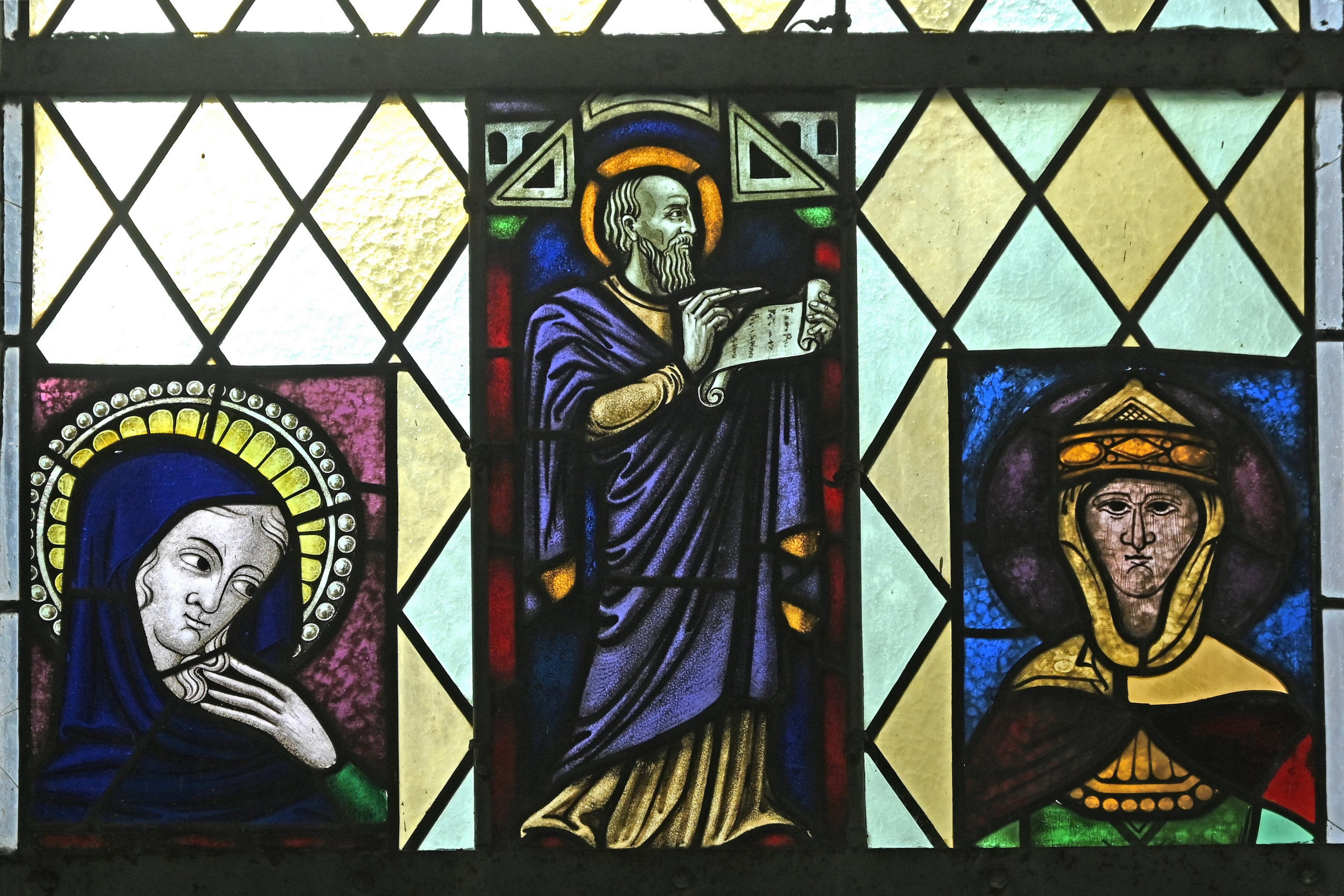
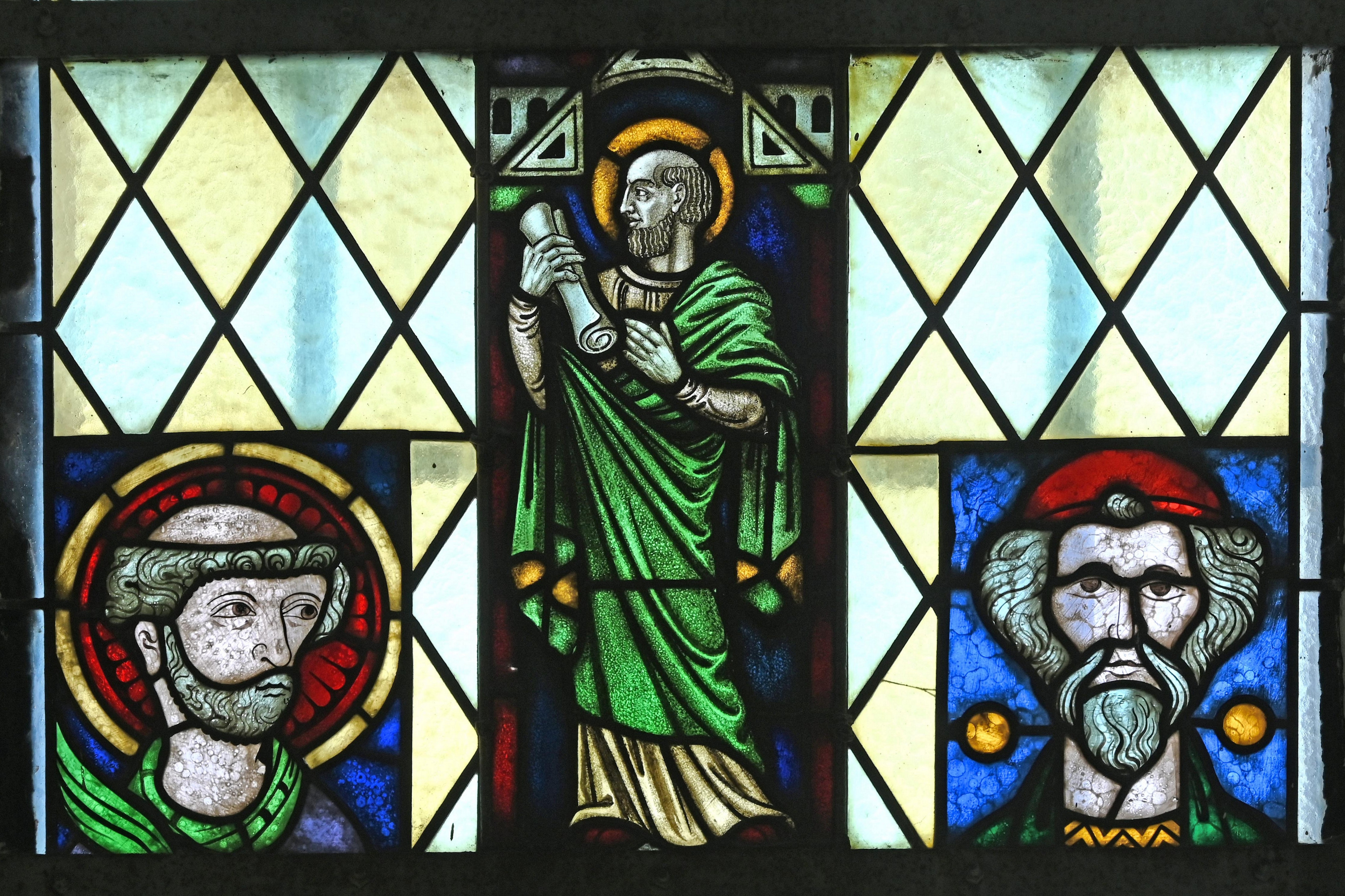
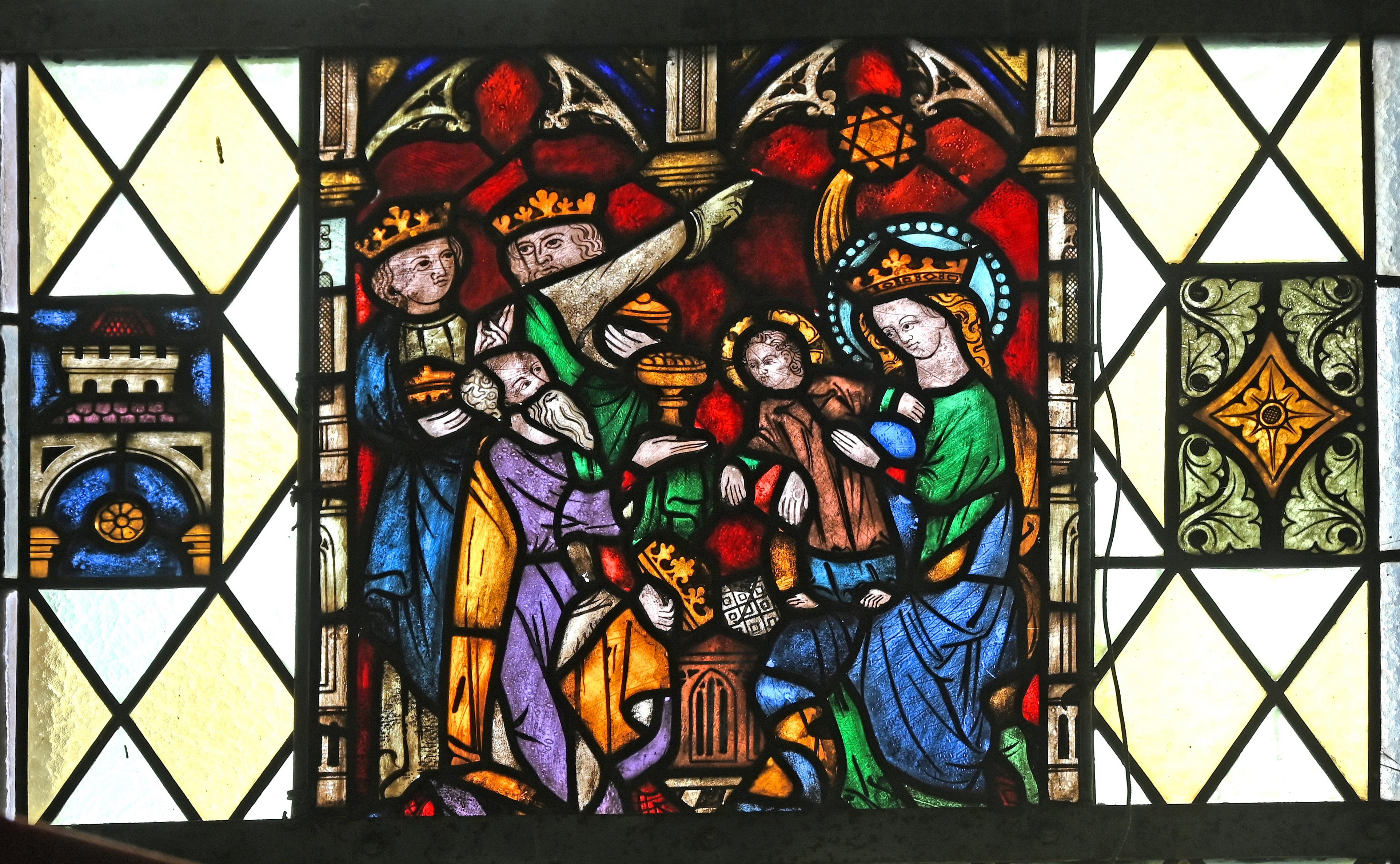

## Ausstattung
- Die Kreuzigungsgruppe wird ins 15. Jahrhundert datiert.
- Das Taufbecken aus Namurer Blaustein stammt aus dem 12. Jahrhundert.

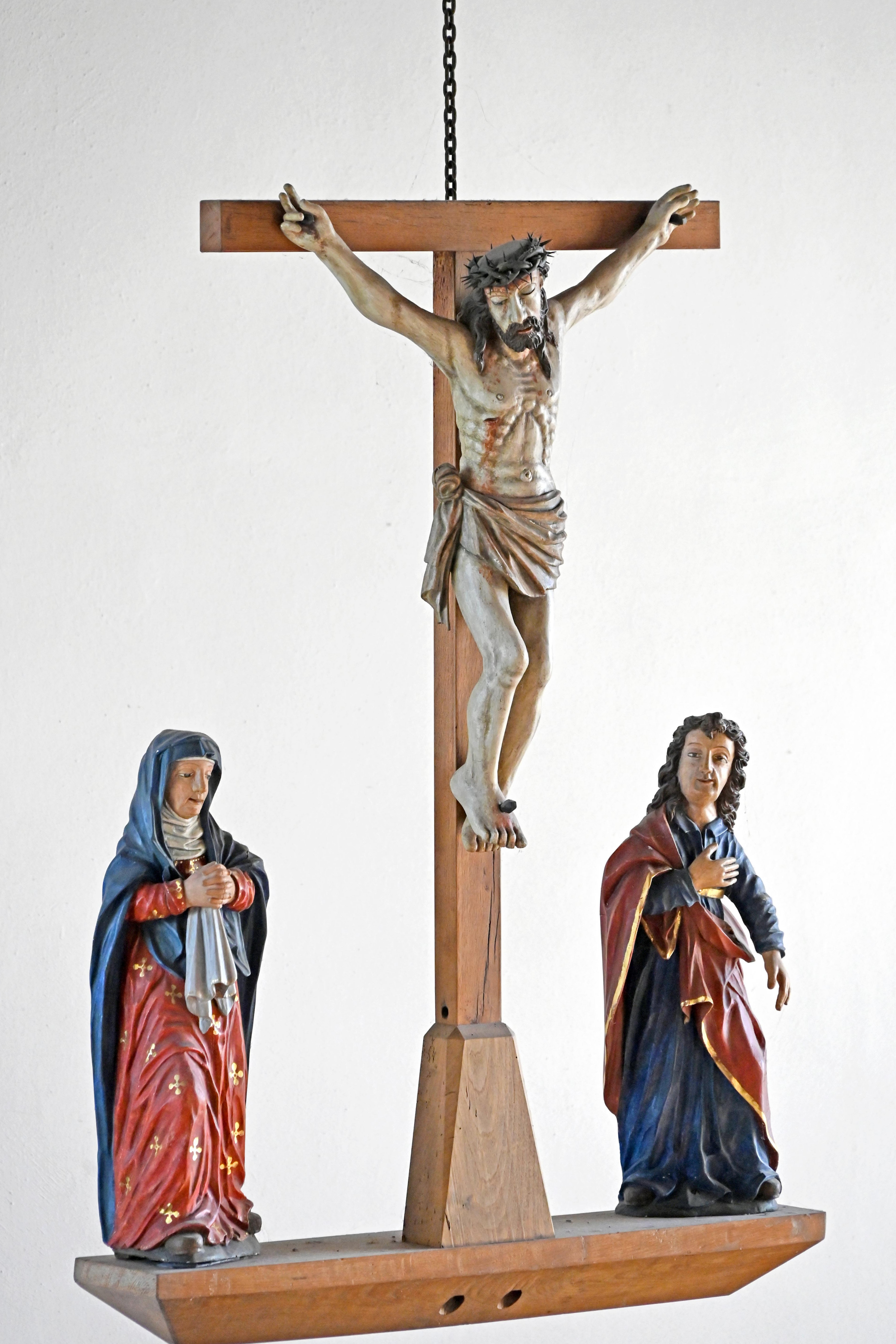
Kreuzigungsgruppe
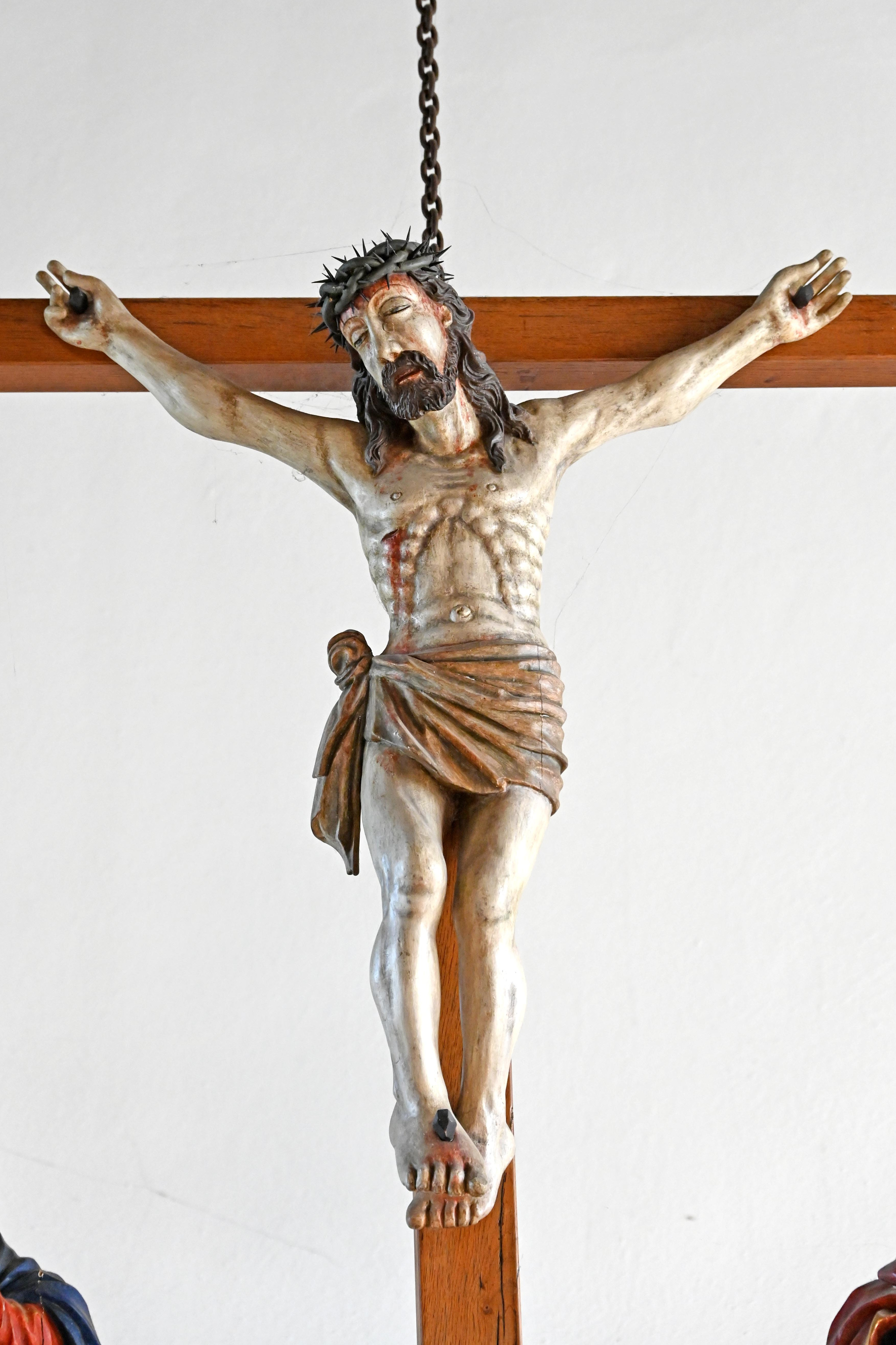
Kruzifix
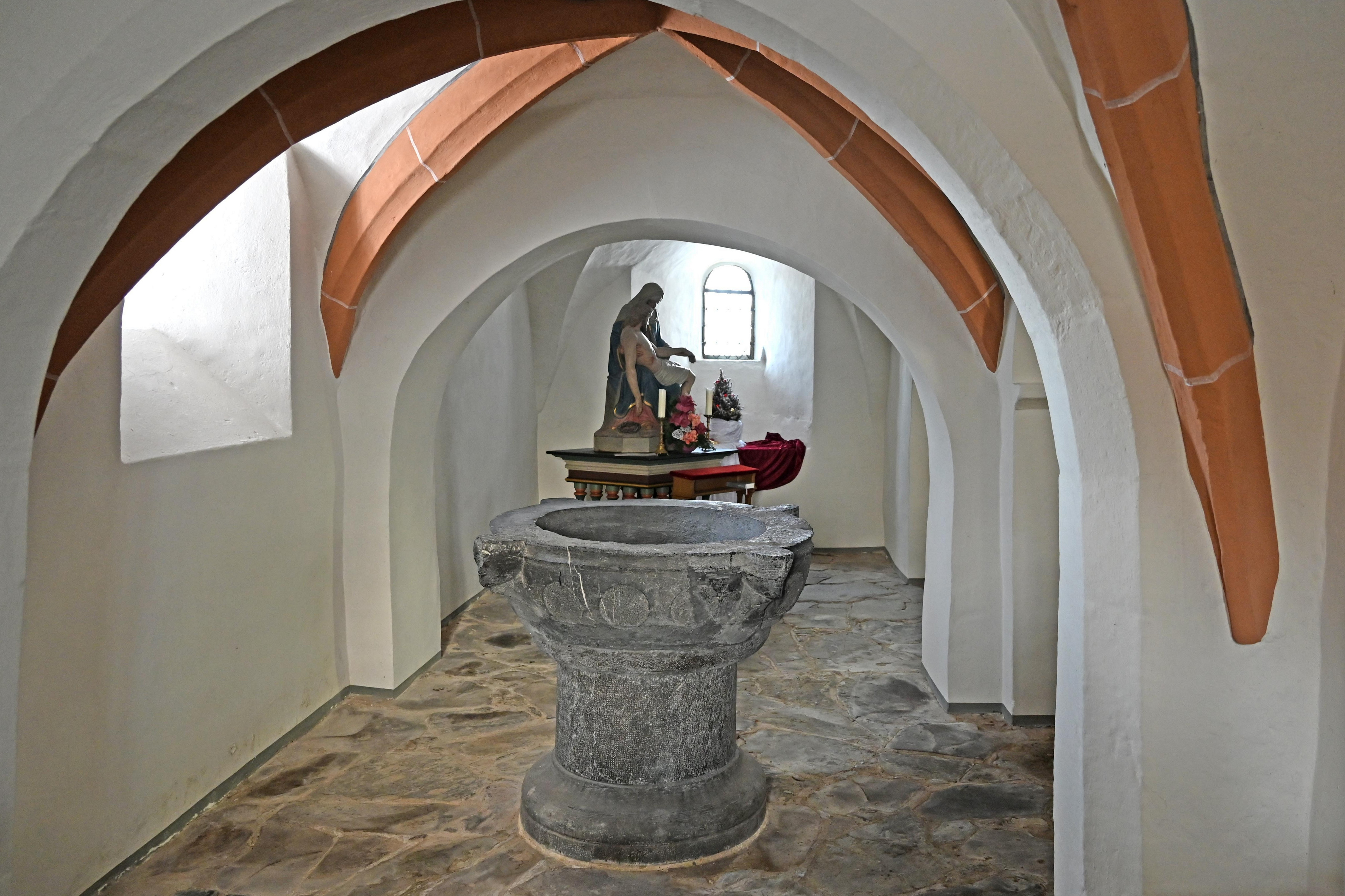
Nördl. Seitenschiff
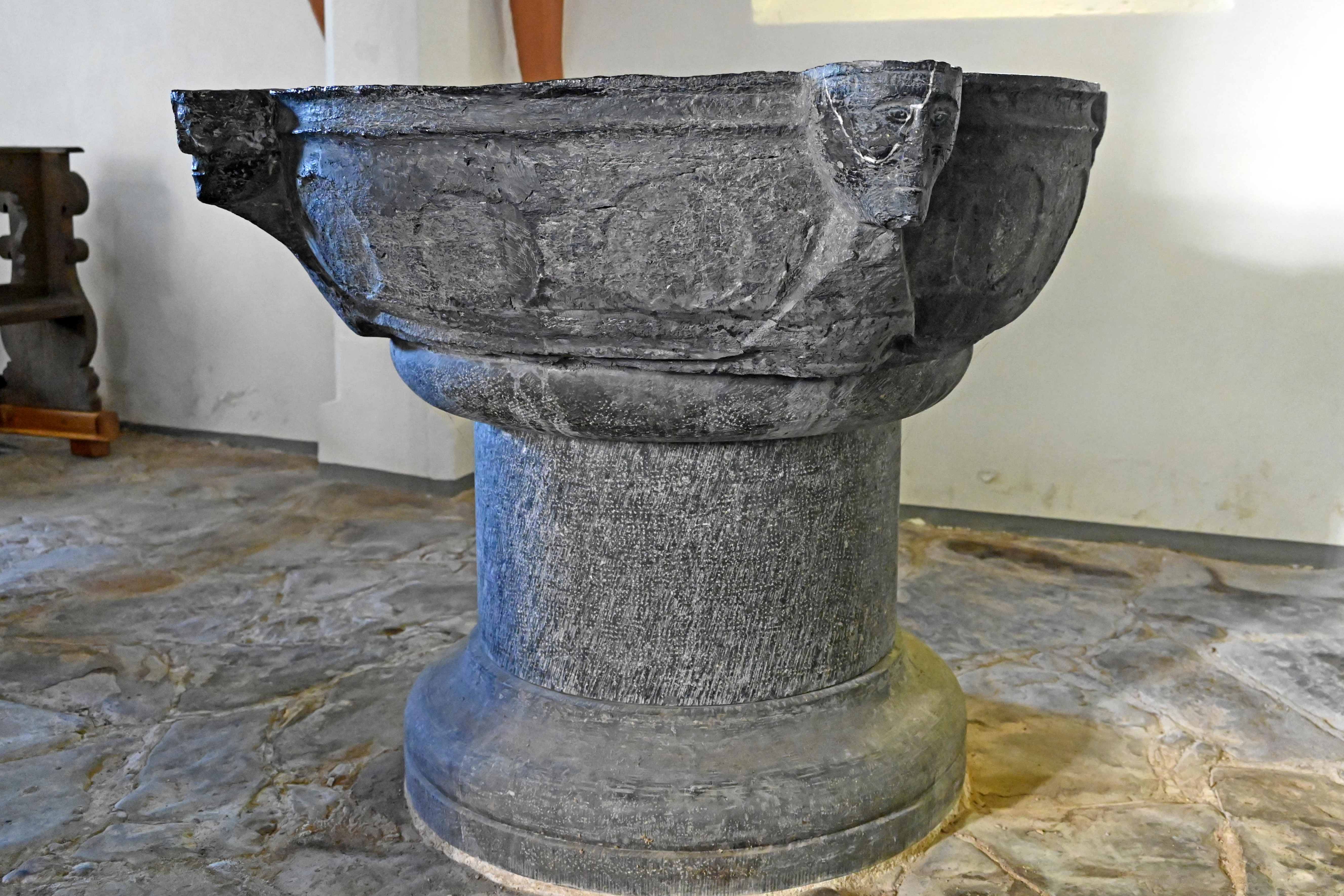
Taufbecken
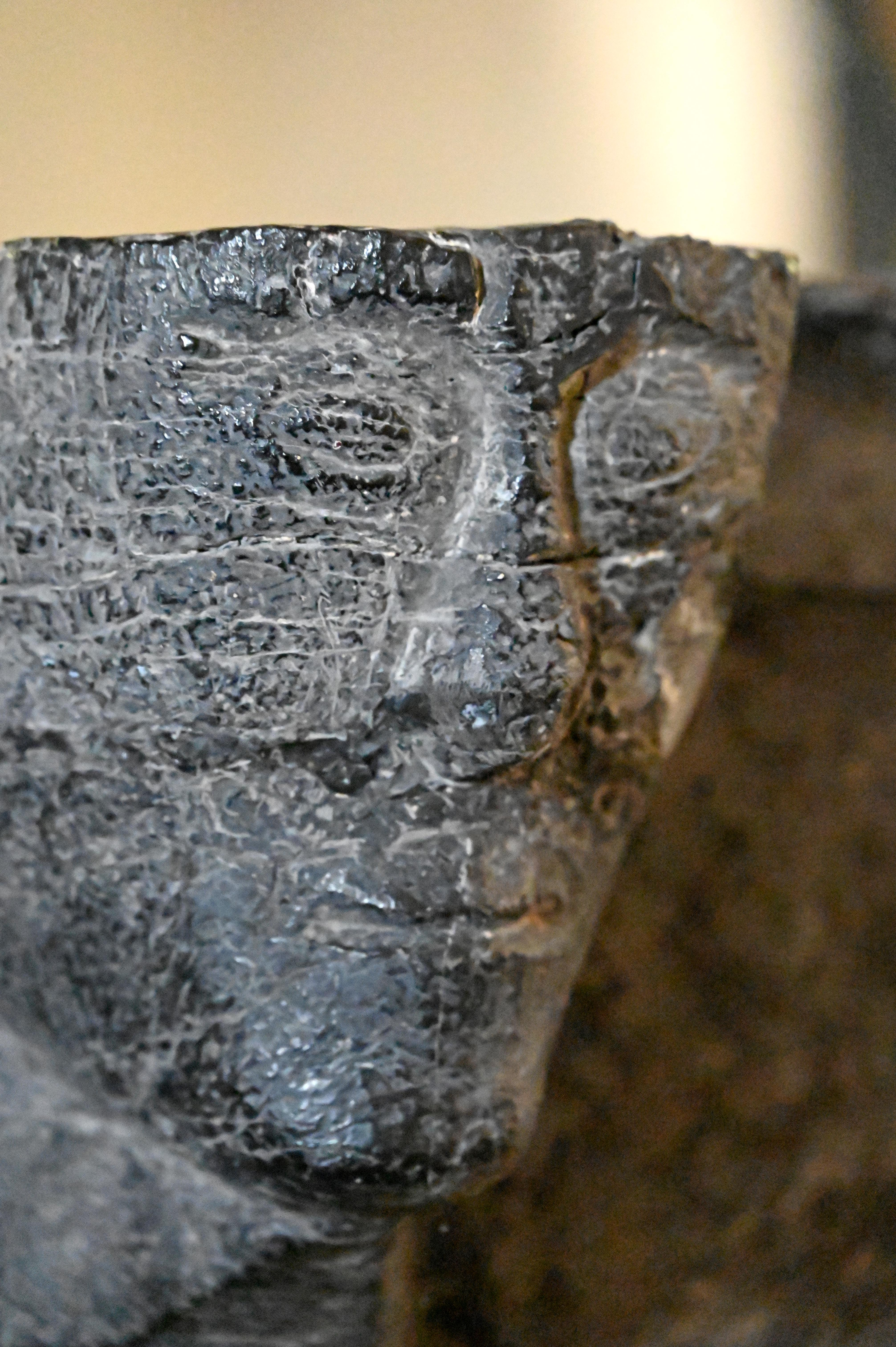
Kopf am Taufbecken
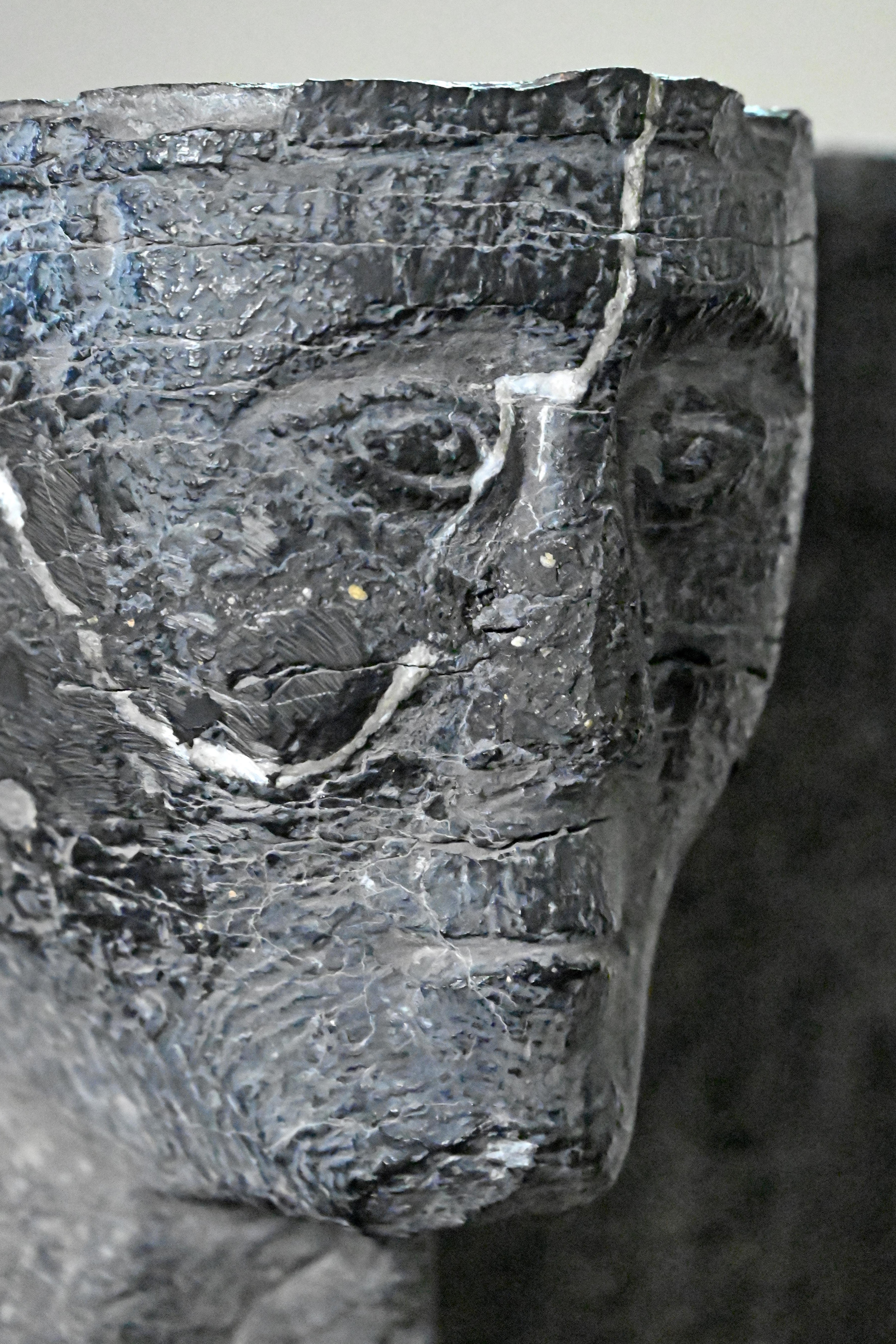
Kopf am Taufbecken

## Pfarrer
Folgende Priester wirkten bislang als Pfarrer an St. Peter:
- 1925–1952: Matthias Vossen
- 1952–1973: Heinrich Dohmen
- 1973–2006: Werner Schnabel
- Seit 2006: P. Wieslaw Kaczor SDS